# THE SEIJI
THE SEIJI（ザ・セイジ、本名：吉村せいじ、1961年2月19日 - ）は、日本の漫画家。愛媛県松山市出身、大阪府在住。京都市立芸術大学大学院修了。芥川賞作家の吉村萬壱は双子の兄。デビュー時のペンネームは青空みどり。別ペンネームとして今西精二がある。

## 来歴
京都市立芸術大学大学院修了後、グンゼに就職するも間もなく退職。古紙回収業を経て高校の美術教師となる。
26歳の時に松文館に投稿した成人向け漫画2作品が当時の『ハーフリータ』編集長の目に留まり、青空みどりの名でデビュー。単行本を2冊出すも、松文館の経営を巡る騒動により松文館を離れる。その後、教師を続けながら書店の主催する漫画教室の講師を務め、この時に学生時代の知人であったきらら萌を誘っている。
『コミックガイア』（青心社）に漫画作品を掲載した後、30歳を過ぎた頃にきらら萌と共にフリーランスとして活動を開始し、スタジオピッグを立ち上げる。独立当初は商業誌を離れ、企業宣伝の漫画を主な活動の場としていた。この時期には、同様の活動をしていた百済内創（葉月京）とも知己を得て交友を持つ。
1997年頃からはスクウェア (アダルトゲーム会社)でアダルトゲーム製作にも携わり、原画・絵コンテやシナリオなどを担当。その後、『COMIC天魔』（茜新社）にて執筆したことをきっかけとして、本格的な漫画家活動に専念。以降は漫画家として一般、成人向けを問わず執筆活動を続けている。

## 作品一覧

### 連載終了
- かりんと。（原作：氷幻嵩人、週刊少年チャンピオン 2004年11号 - 2005年25号、秋田書店、全7巻）
- WAVE〜ウェーブ〜（原作：藤村ZEN、監修：藤下真潮、ヤングチャンピオン 2007年1号 - 21号 → 月刊ヤングチャンピオン烈 2007年10号 - 2010年3月号、秋田書店、既刊2巻、紙での続巻は出ていないが、電子書籍では全4巻が出て完結している）

### 成人向け
全て単巻。
青空みどり名義
- のりピーの春（1988年、松文館） - 初の単行本。
- 人魚の女の子（1992年、松文館）

THE SEIJI名義
- Hな躰って言わないでっ（2001年5月、桜桃書房）
- 極上蒸しプリン（2001年8月、茜新社）
- 裸でゴメンね（2001年11月、桜桃書房）
- 青空に白桃（2002年9月、富士美出版）
- お父さんごめんなさい。（2003年6月、コアマガジン）
- 体はってますぅ。（2003年6月17日、竹書房）
- はみ乳お姉さん金曜日は変態（2003年9月10日、桜桃書房）
- OL生態図鑑（2005年3月28日、少年画報社）
- 桃ムイて栗ナメて（2005年12月24日、富士美出版）
- いじられ系。（2006年9月19日、コアマガジン）
- THE白むち（2007年3月17日、エンジェル出版）
- 青空に白桃尻（2007年6月20日、蒼竜社）新装縮刷版
- バキュームーチョTHE SEIJI初期傑作選（2007年6月8日、大都社）「Hな躰って言わないでっ」「裸でゴメンね」からの再録本
- 人妻生態図鑑（2009年9月28日、少年画報社）

### アダルトゲーム原画
D'z（DEEP ZONE）
- 嫉〜報復の章〜（1997年）
- 吊（1998年）
- 箱入り娘（1999年）
- 幽閉（1999年）
- 逆吊（2001年）
- 生娘、（2001年）
- 軟禁（2002年）
- 妬（2005年）

U・Me SOFT
- 熟母未亡人かずみ 娘の彼氏に抱かれて…（2012年）

び〜にゃん
- 母娘どんぶり
- 凌辱サンタ
- となりの魔王使い
- 催淫術超（一部）

覇王
- 五月倶楽部DX（2001年）
- 漆黒に濡れる静寂（2004年）